# Gail Berman
Gail Berman (17 agosto 1956) è una produttrice cinematografica statunitense.
Si è laureata all'Università del Maryland nel 1978 ed è stata presidente sia della Fox Broadcasting Company che della Paramount Pictures. In seguito è stata produttrice esecutiva di telefilm di buon successo, come Malcolm, Buffy ed Angel. Berman è nota principalmente per aver cancellato Firefly.

## Filmografia

### Produttrice

#### Cinema
- La famiglia Addams (The Addams Family), regia di Greg Tiernan e Conrad Vernon (2019)
- La famiglia Addams 2 (The Addams Family 2), regia di Greg Tiernan e Conrad Vernon
- Elvis, regia di Baz Luhrmann (2022)

#### Televisione
- Wild Texas Wind, regia di Joan Tewkesbury - film TV (1991)
- Un bambino perso per sempre (A Child Lost Forever: The Jerry Sherwood Story), regia di Claudia Weill - film TV (1992)
- Someone Like Me - serie TV, 3 episodi (1994)
- All-American Girl - serie TV, 19 episodi (1994-1995)
- Come in una favola (Unlikely Angel), regia di Michael Switzer - film TV (1996)
- Social Studies - serie TV, episodio 1x01 (1997)
- Buffy l'ammazzavampiri (Buffy the Vampire Slayer) - serie TV, 144 episodi (1997-2003)
- Angel - serie TV, 110 episodi (1999-2004)
- America's Toughest Jobs - serie TV, episodio 1x09 (2008)
- Virtuality, regia di Peter Berg - film TV (2009)
- Swords: Life on the Line - serie TV, 8 episodi (2009)
- The Karenskys, regia di Pamela Fryman - film TV (2009)
- Ace in the Hole, regia di Ted Wass - film TV (2009)
- Incinta per caso (Accidentally on Purpose) - serie TV, 16 episodi (2009-2010)
- Mercy - serie TV, 9 episodi (2009-2010)
- Decoded - serie TV, 12 episodi (2010-2011)
- The Cape - serie TV, 5 episodi (2011)
- Weekends at Bellevue, regia di Jack Bender  film TV (2011)
- Alphas - serie TV, 15 episodi (2011-2012)
- Unchained Reaction - serie TV, 4 episodi (2012)
- Modern Love, regia di Alan Poul - film TV (2012)
- Before We Made It, regia di Andy Ackerman - film TV (2012)
- Polyamory: Married & Dating - serie TV, 15 episodi (2012-2013)
- Deception - serie TV, 6 episodi (2013)
- Camp - serie TV, episodio 1x01 (2013)
- Rewind, regia di Jack Bender - film TV (2013)
- Dangerous Toys, regia di Thomas Cunningham - film TV (2014)
- Dig - miniserie TV, 2 episodi (2015)
- Park Row - serie TV, episodio 1x01 (2015)
- Come sopravvivere alla vita dopo la laurea (Cooper Barrett's Guide to Surviving Life) - serie TV, 13 episodi (2016)
- The Rocky Horror Picture Show: Let's Do the Time Warp Again, regia di Kenny Ortega - film TV (2016)
- Man of the House, regia di Richie Keen - film TV (2018)
- Facciamo ordine con Marie Kondo (Tidying Up with Marie Kondo) - serie TV, 8 episodi (2019)
- To Whom It May Concern - serie TV, episodio 1x01 (2019)
- Domino Masters - serie TV, episodio 1x01 (2022)
- Our Time, regia di Greg Mottola - film TV (2022)
- Monarch - serie TV, 7 episodi (2022)
- Mercoledì (Wednesday) - serie TV, 8 episodi (2022)
- The Perfect Couple, regia di Susanne Bier – miniserie TV (2024)

## Riconoscimenti
- Premio Oscar
  - 2023 - Candidatura al miglior film per Elvis
- Premio Emmy
  - 2019 - Candidatura al miglior reality strutturato per Facciamo ordine con Marie Kondo
- BAFTA
  - 2023 - Candidatura al miglior film per Elvis